# Dragodol
Dragodol (em cirílico: Драгодол) é uma vila da Sérvia localizada no município de Osečina, pertencente ao distrito de Kolubara. A sua população era de 512 habitantes segundo o censo de 2011.

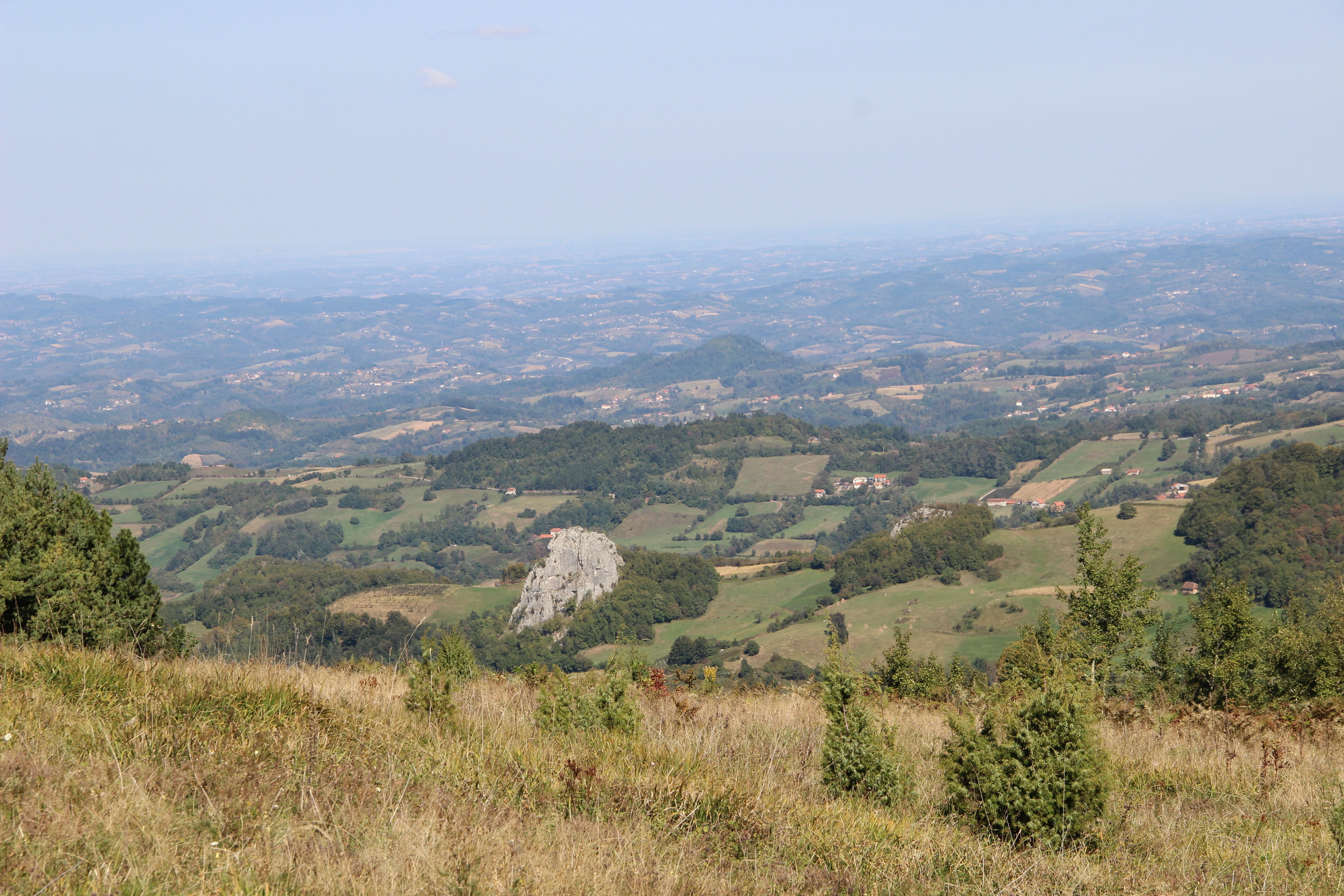
Dragodol - panorama
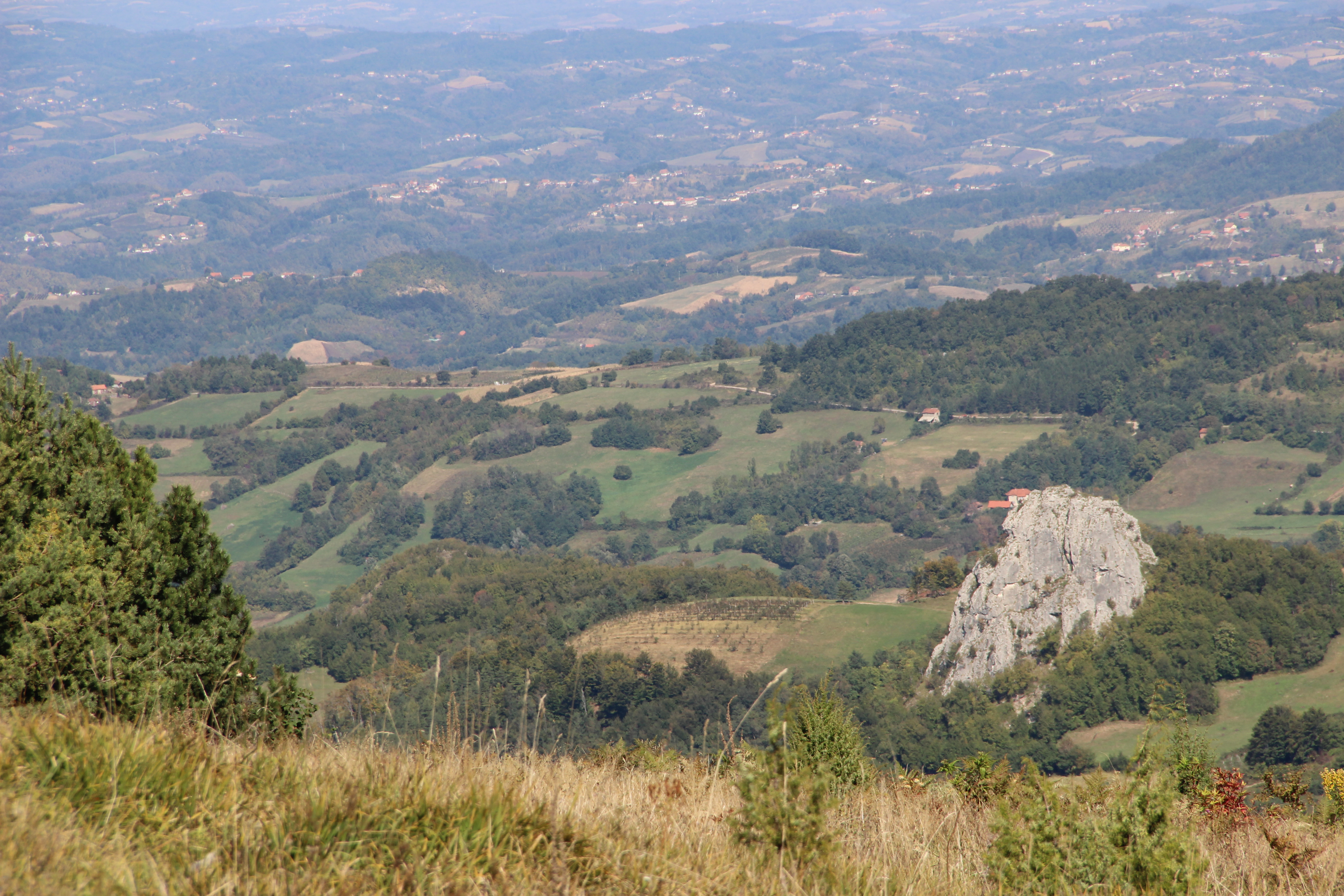
Dragodol - panorama
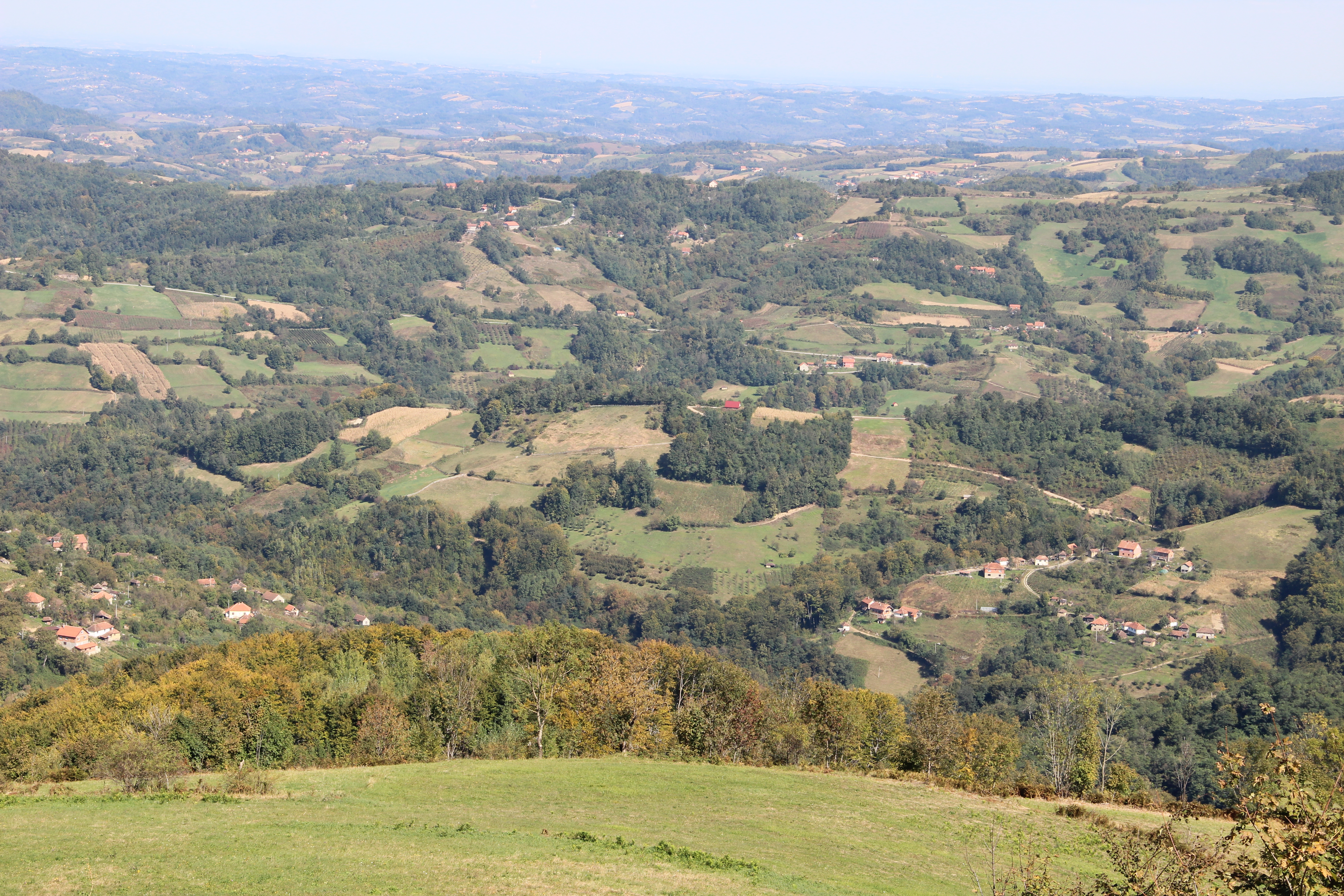
Dragodol - panorama
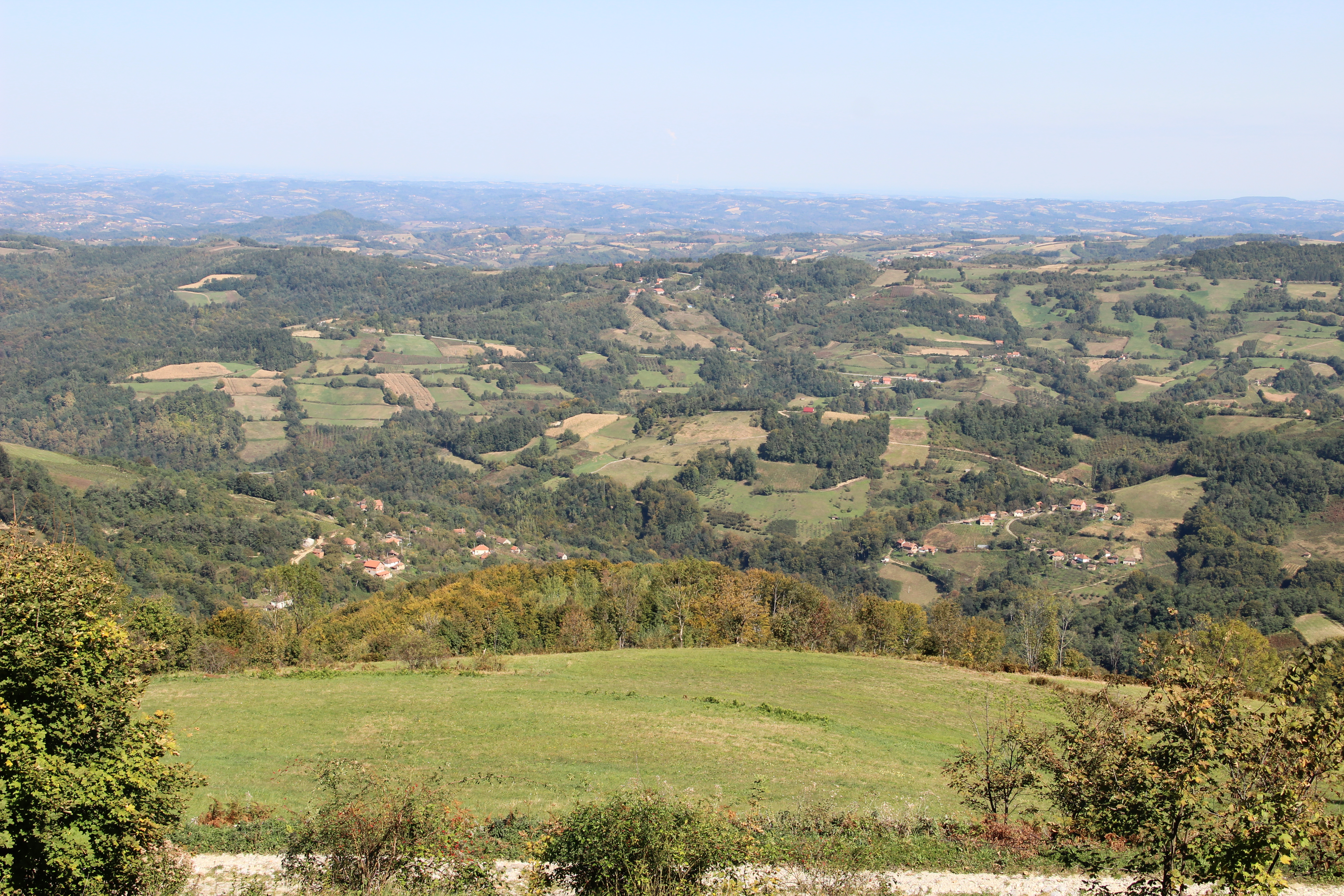
Dragodol - panorama
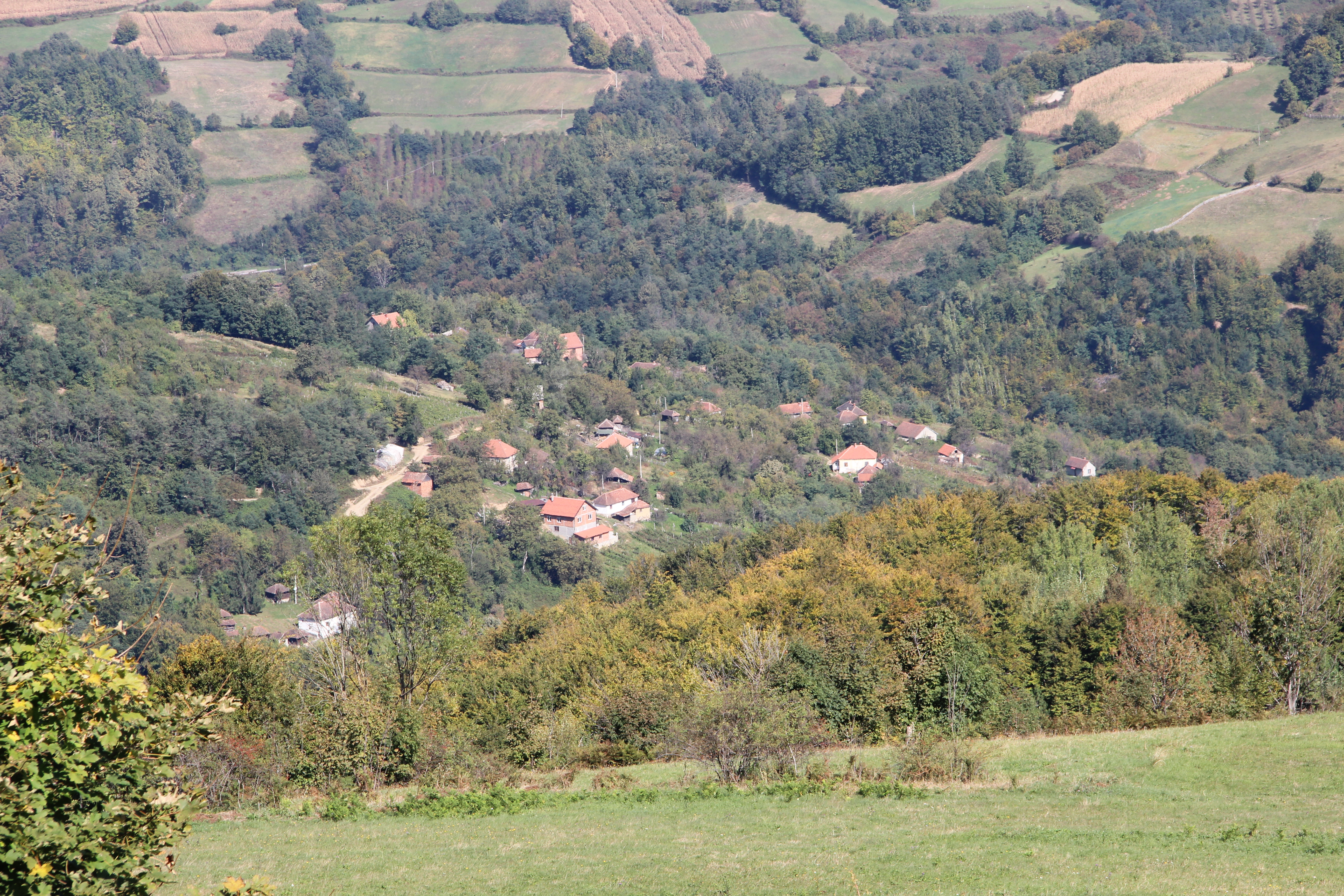
Dragodol - panorama
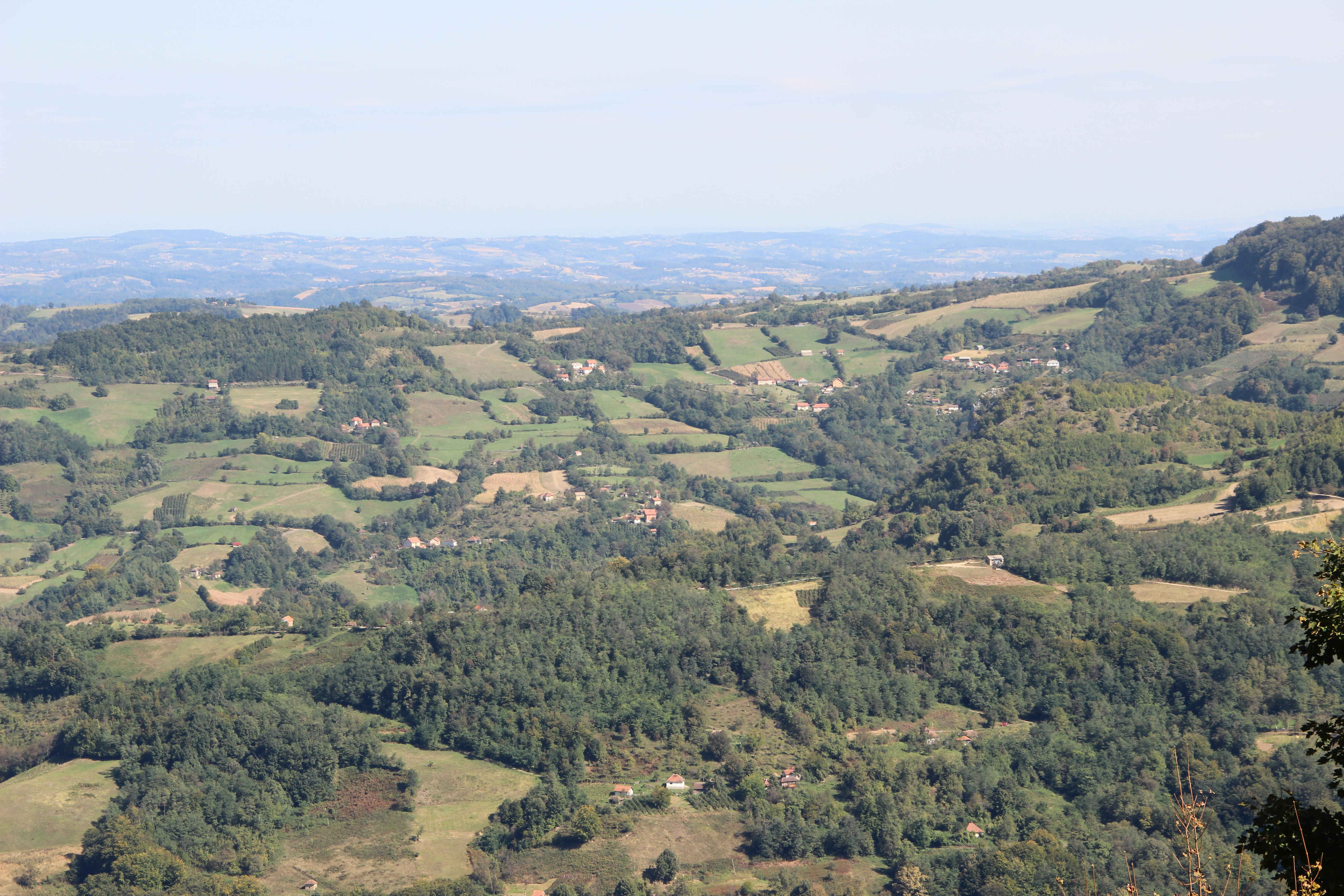
Dragodol - panorama

## Demografia
| 1948  | 1953  | 1961  | 1971  | 1981 | 1991 | 2002 | 2011 |
| ----- | ----- | ----- | ----- | ---- | ---- | ---- | ---- |
| 1 380 | 1 384 | 1 245 | 1 049 | 890  | 756  | 611  | 512  |